# Abteikirche Zevenkerken

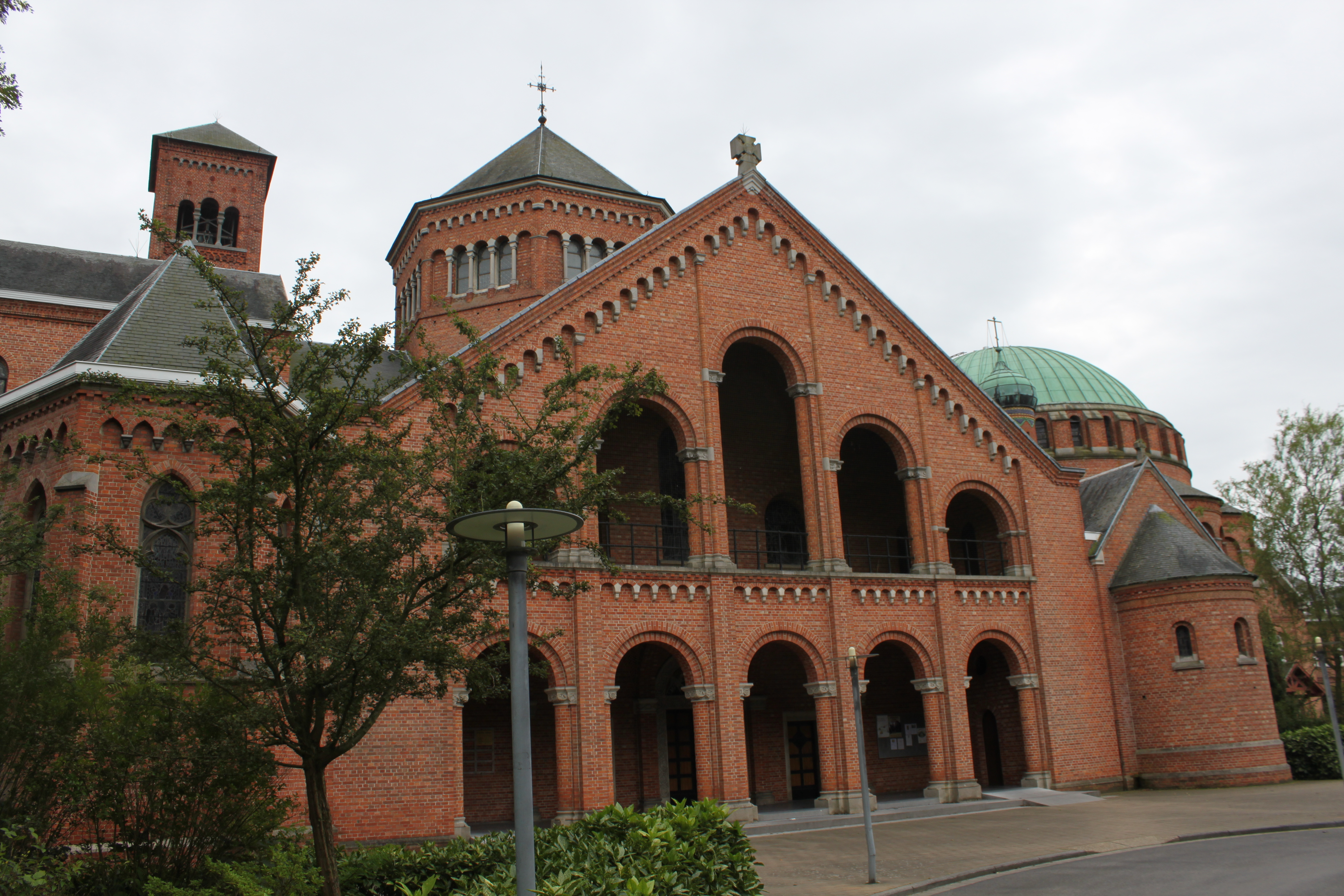
Fassade der Abteikirche

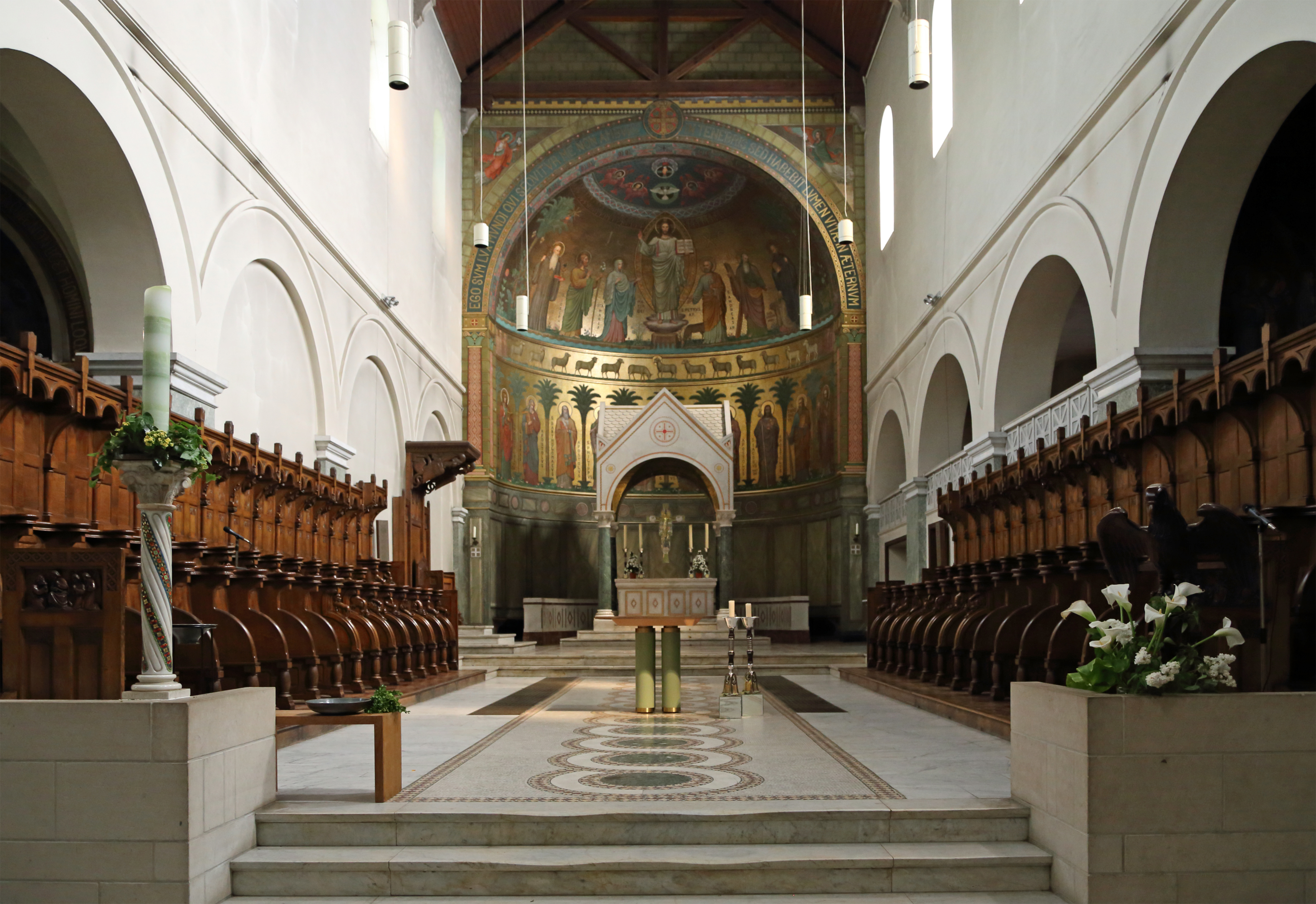
Chorraum

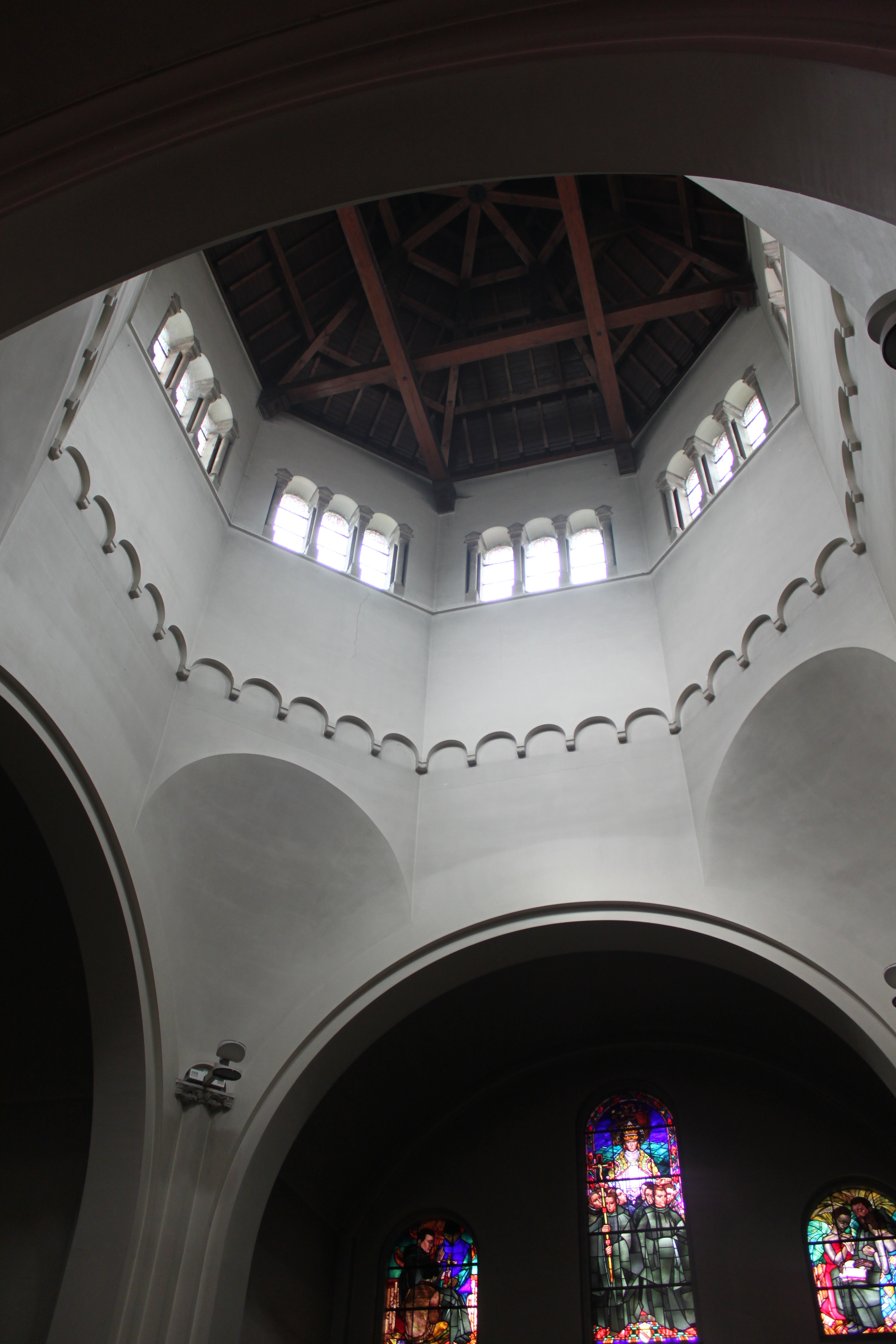
Innere Kuppelansicht

Die Abteikirche Zevenkerken der Benediktinerabtei Zevenkerken liegt im Stadtteil Sint-Andries von Brügge in Westflandern, Belgien. Die Abteikirche wurde 1911 nach Vorbild der Basilika Santo Stefano in Bologna erbaut und trägt den Titel einer Basilica minor.

## Abtei
Die Abtei wurde 1100 gegründet und ab 1117 besiedelt. Nach einer Blütezeit im 14. Jahrhundert erreichte sie im 16. Jahrhundert durch den Achtzigjährigen Krieg einen Tiefpunkt. Während der Besetzung nach der französischen Revolution wurde die Abtei zerstört und aufgelöst. Der Kirchturm der heutigen Pfarrkirche St. Andreas und St. Anna ist der letzte erhaltene Bauteil. 1897 erfolgte  durch den Benediktiner Gerard van Caloen von der Abtei Maredsous eine Wiederbegründung der Abtei einige Kilometer südlich des alten Standortes. Sein Onkel stiftete das sieben Hektar große Gelände, andere Familien sorgten für die notwendige finanzielle Unterstützung. Der Architekt Wilhelm Rincklake, ein Benediktiner der Abtei Maria Laach, war für die Errichtung des Komplexes zuständig. An die Abtei wurde 1910 eine Schule angefügt, weiter wurde die Abtei auch in der Mission sehr aktiv.

## Abteikirche

### Geschichte
Die Grundsteinlegung der Kirche für die neue Abtei erfolgte am 10. März 1907, die Fertigstellung konnte 1930 erfolgen. 1952 wurde die Kirche durch Papst Pius XII. zur Basilica minor erhoben. 2009 wurde die Kirche unter Denkmalschutz gestellt.

### Architektur
Die Kirche mit der Bezeichnung Zevenkerken wurde nach Vorbild der auch Sette Chiese genannten Kirche San Stefano in Bologna als Zusammenstellung von sieben Teilkirchen entworfen, die für die sieben Pilgerkirchen Roms stehen. Sie vereint damit verschiedene wichtige Stile der christlichen Baukunst, mit Verweisen auf Rom, Byzanz, Poitou und andere Schulen einschließlich des Moskauer als Symbol der Kontinuität und Universalität des Katholizismus. Als Baumaterial wurde Ziegelstein mit Absetzungen in Naturstein verwendet.
Der Hauptbau ist eine dreischiffige Pseudobasilika mit einem Atrium mit Kolonnade und einer Marienkapelle im Zentralgebäude, dazu verschiedene Seitenkapellen, die jeweils in einem anderen Stil gestaltet sind. Das eine Seitenschiff schließt mit der St.-Paulus-Kapelle im Neorenaissancestil gerade für ab, die neogotische St.-Johannes-Kapelle schließt das andere Seitenschiff halbkreisförmig ab.
Über dem Atrium erhebt sich der achteckige Mittelturm, der 1927 vom Architekten Jozef Viérin aus Brügge gestaltet wurde. Über einem Rundbogenfries erhebt sich auf dem Tambour ein hohes hölzernes Kuppelgewölbe.

### Ausstattung
Der Hauptaltar, gewidmet dem hl. Petrus und seinem Bruder Andreas, dem Schutzpatron der Abtei, stammt mit dem Ziborium von 1910, das Kruzifix und die Kerzenständer wurden 1951 nach Entwürfen von Michel Martens erstellt. Das darüber befindliche Fresko von Andreas Weiss zeigt den thronenden Christus mit seinen Aposteln. Das Chorgestühl wurde 1912 in Eiche nach Edouard Schmitz erstellt. Die Rückenlehnen sind mit romanischen Motiven verziert. Es wurde durch einen zweiten Teil ohne Dekoration 1928 ergänzt. Weitere Altäre sind dem hl. Joseph und dem hl. Benedikt gewidmet, bei letzterem zeigt ein Wandgemälde von Saint Charlier die wichtigsten Ereignisse im Leben Benedikts von Nursia.

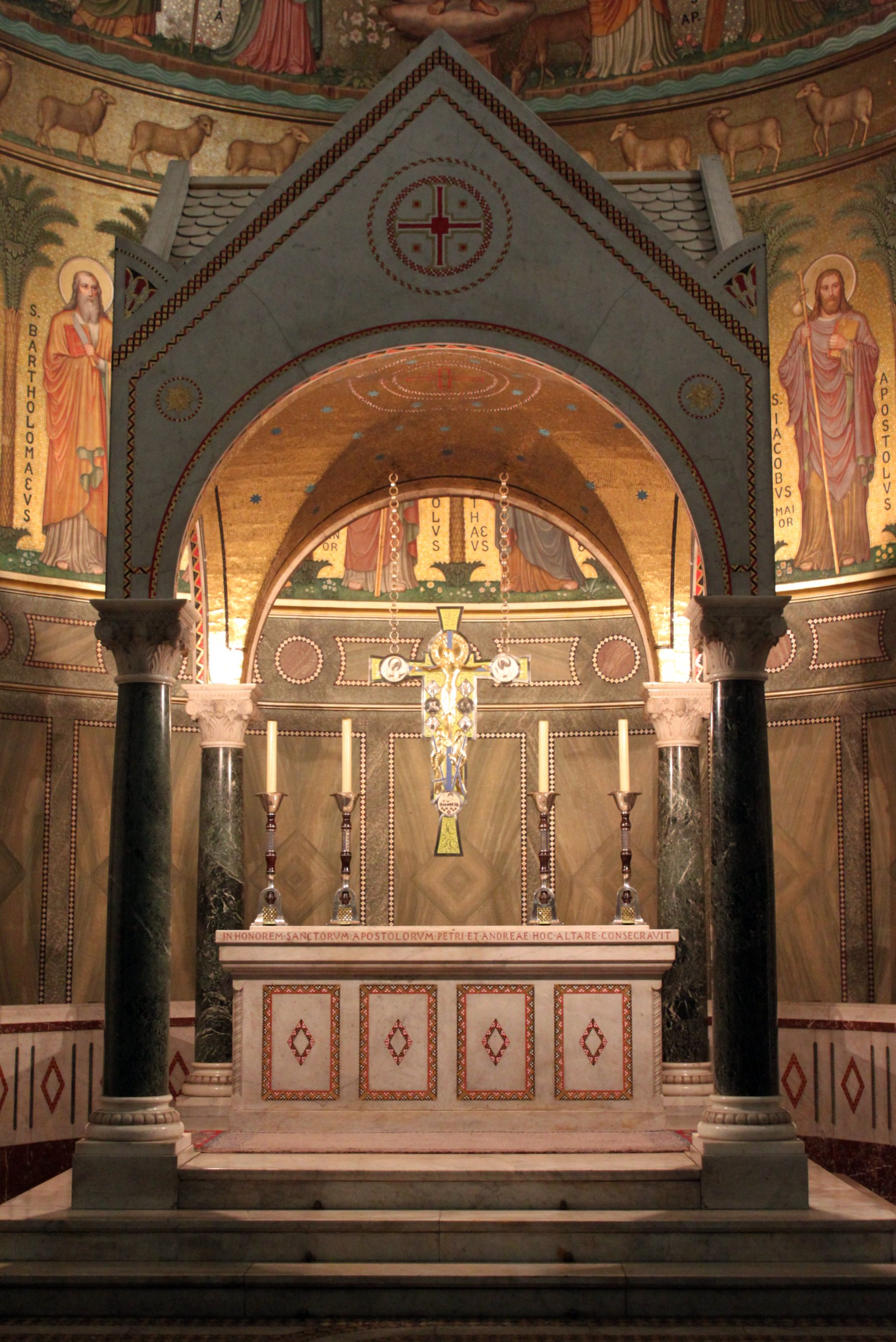
Hauptaltar
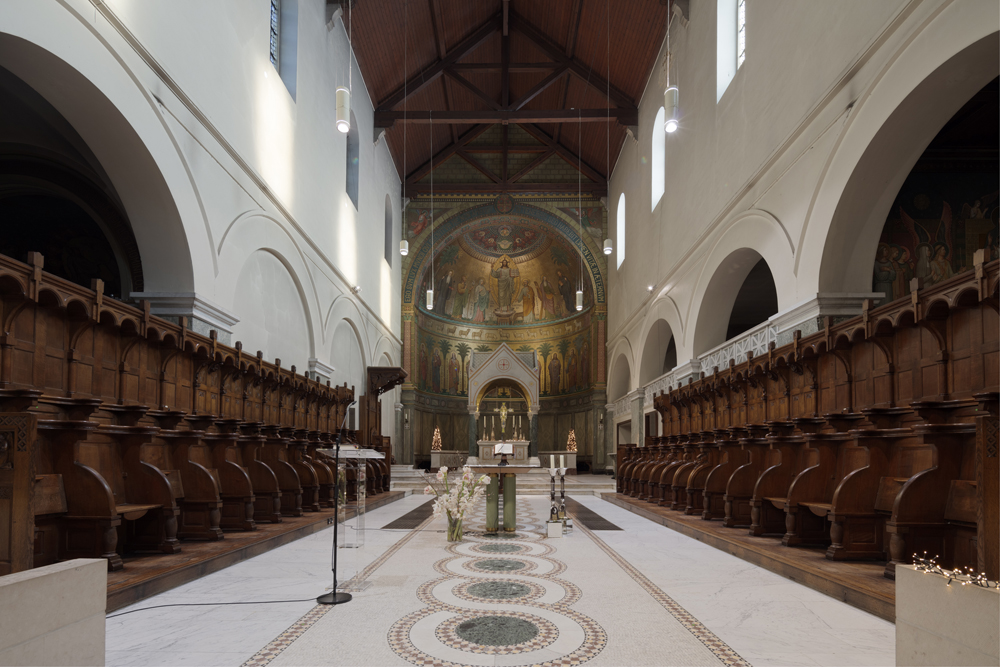
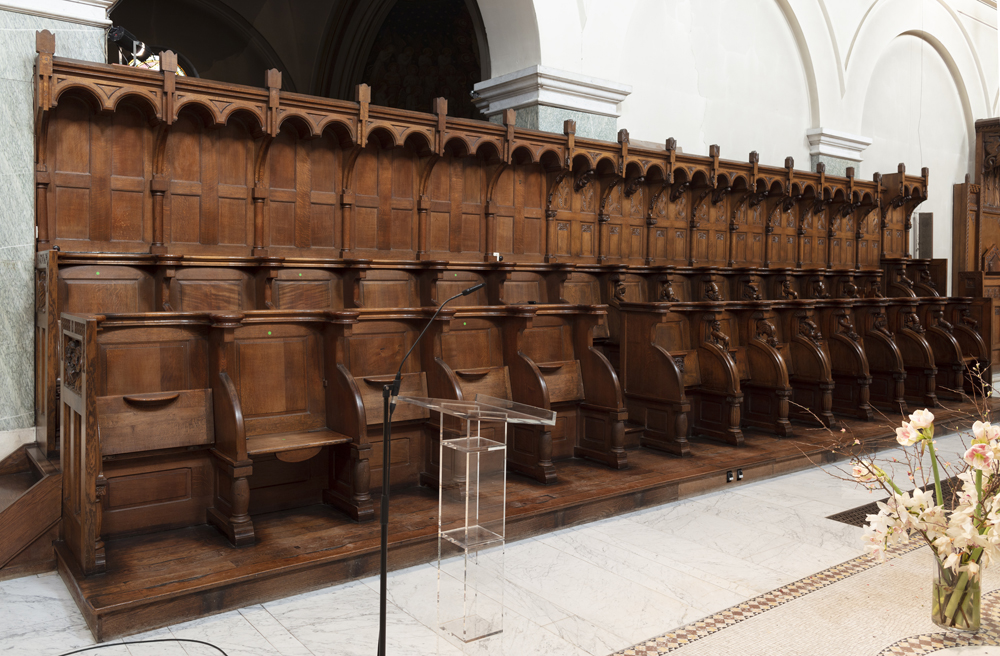
Chorgestühl
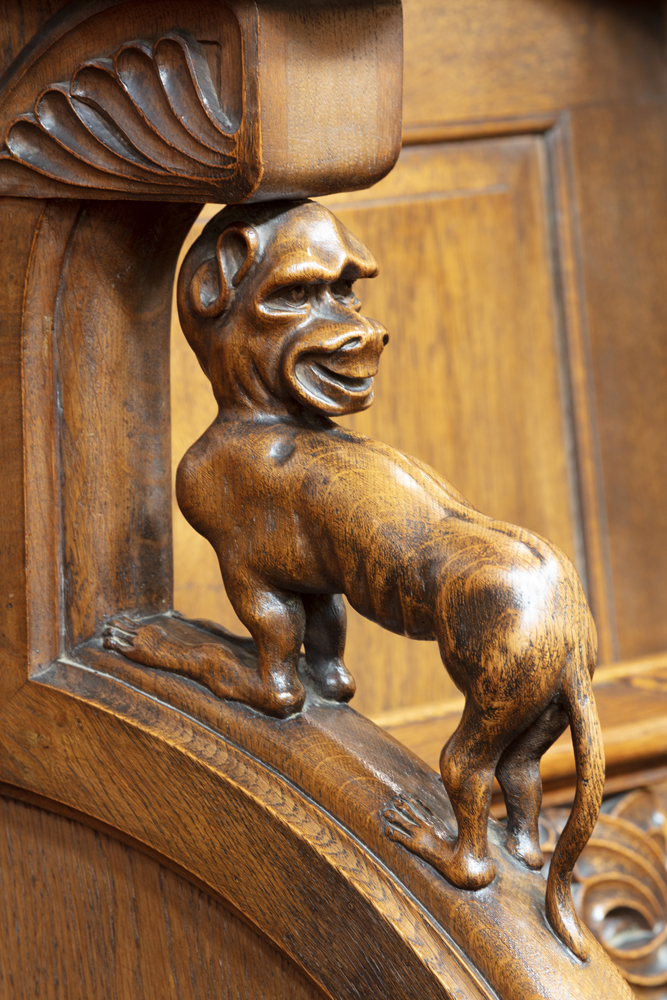
Chorgestühl (detail)